# Jih

Jih je označen písmenem J

Jih, ve staré češtině též poledne, je jedna ze čtyř hlavních světových stran. Zkratkou je písmeno J nebo S z německého der Süden nebo anglického South.

## Definice

### Zeměpisný jižní pól
Skutečný jih je směr k jižnímu zeměpisnému pólu Země (nebo jiného rotujícího tělesa), který se nachází na pravé straně, pokud pozorovatel stojí na rovníku ve směru otáčení.

### Magnetický jižní pól
Střelka kompasu ukazuje směr k jižnímu magnetickému pólu. Odchylka mezi zeměpisným a magnetickým severem se nazývá magnetická deklinace.

## Význam jihu na Zemi
Na severní polokouli lze jih přibližně určit snadno podle hodin – je to směr Slunce v poledne v zenitu; odtud i název „polední strana“.
V Číně byly v minulosti trůn císaře, domy i města orientovány směrem k jihu, stejně tak k jihu ukazovala i střelka kompasu.[zdroj?]